# Панчево (община)

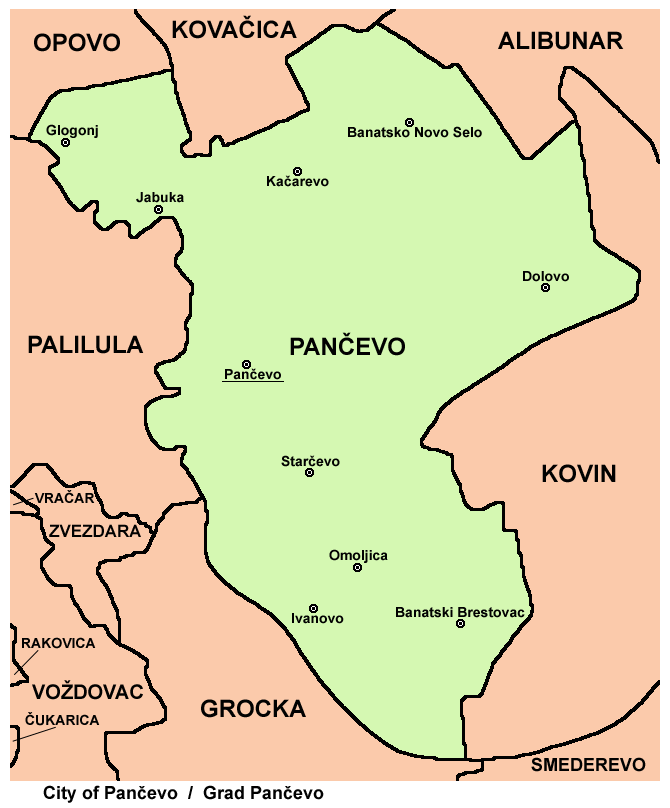

Общи́на Па́нчево (серб. Град Панчево) — община (град) в Сербії, в складі Південно-Банатського округу автономного краю Воєводина. Адміністративний центр — місто Панчево.

## Населення
Згідно з даними перепису 2002 року в общині проживало 127 162 особи, з них:
- серби — 76,4%
- македонці — 4,1%
- румуни — 3,2%
- угорці — 3,2%
- югослави — 2,4%
- словаки — 1,2%
- цигани — 1,1%

## Населені пункти
Община утворена з 10 населених пунктів (3 містечка та 7 сіл):
| №  | Населений пункт       | Площа, км² | Населення, осіб (2002, перепис) |
| -- | --------------------- | ---------- | ------------------------------- |
| 1  | Банатський Брестоваць | 57,3       | 3 517                           |
| 2  | Банатське Нове Село   | 99,8       | 7 345                           |
| 3  | Глогонь               | 47,2       | 3 178                           |
| 4  | Долово                | 119,8      | 6 835                           |
| 5  | Іваново               | 51,8       | 1 131                           |
| 6  | Качарево1             | 38,0       | 7 624                           |
| 7  | Омолиця               | 75,6       | 6 518                           |
| 8  | Панчево2              | 148,8      | 77 087                          |
| 9  | Старчево1             | 71,4       | 7 615                           |
| 10 | Ябука                 | 49,4       | 6 312                           |

1 — містечка;
2 — місто